# While You Were Sleeping (film)
While You Were Sleeping is een Amerikaanse film uit 1995 geregisseerd door Jon Turteltaub. Hoofdrolspeelster Sandra Bullock werd hiervoor genomineerd voor onder meer een Golden Globe en een American Comedy Award. De film zelf won daadwerkelijk een Golden Screen.

## Verhaal
Lucy Eleanor Moderatz (Sandra Bullock) werkt als loketbediende in een station. Ze wordt stilletjes verliefd op Peter Callaghan (Peter Gallagher) die elke dag de trein neemt. Wanneer hij op de rails valt en in coma geraakt, bezoekt Lucy hem in het ziekenhuis. De verpleegster vertelt Peters familie dat Lucy zijn vriendin is, waarop deze haar aanvaardt als familielid... Maar wat gebeurt er als Peter uit zijn coma ontwaakt?

## Rolverdeling
| Acteur          | Personage                                    |
| --------------- | -------------------------------------------- |
| Sandra Bullock  | Lucy Eleanor Moderatz                        |
| Bill Pullman    | Jack Callaghan                               |
| Peter Gallagher | Peter Callaghan                              |
| Peter Boyle     | Ox Callaghan                                 |
| Jack Warden     | Saul                                         |
| Glynis Johns    | Elsie                                        |
| Micole Mercurio | Midge Callaghan                              |
| Jason Bernard   | Jerry Wallace                                |
| Michael Rispoli | Joe 'Joey' Fusco, Jr.                        |
| Ally Walker     | Ashley Bartlett Bacon                        |
| Monica Keena    | Mary Callaghan (Keena's eerste bioscoopfilm) |

## Trivia
- De rol van Lucy was oorspronkelijk geschreven voor Demi Moore, maar ging uiteindelijk naar Sandra Bullock.